# Autopista Costanera Norte

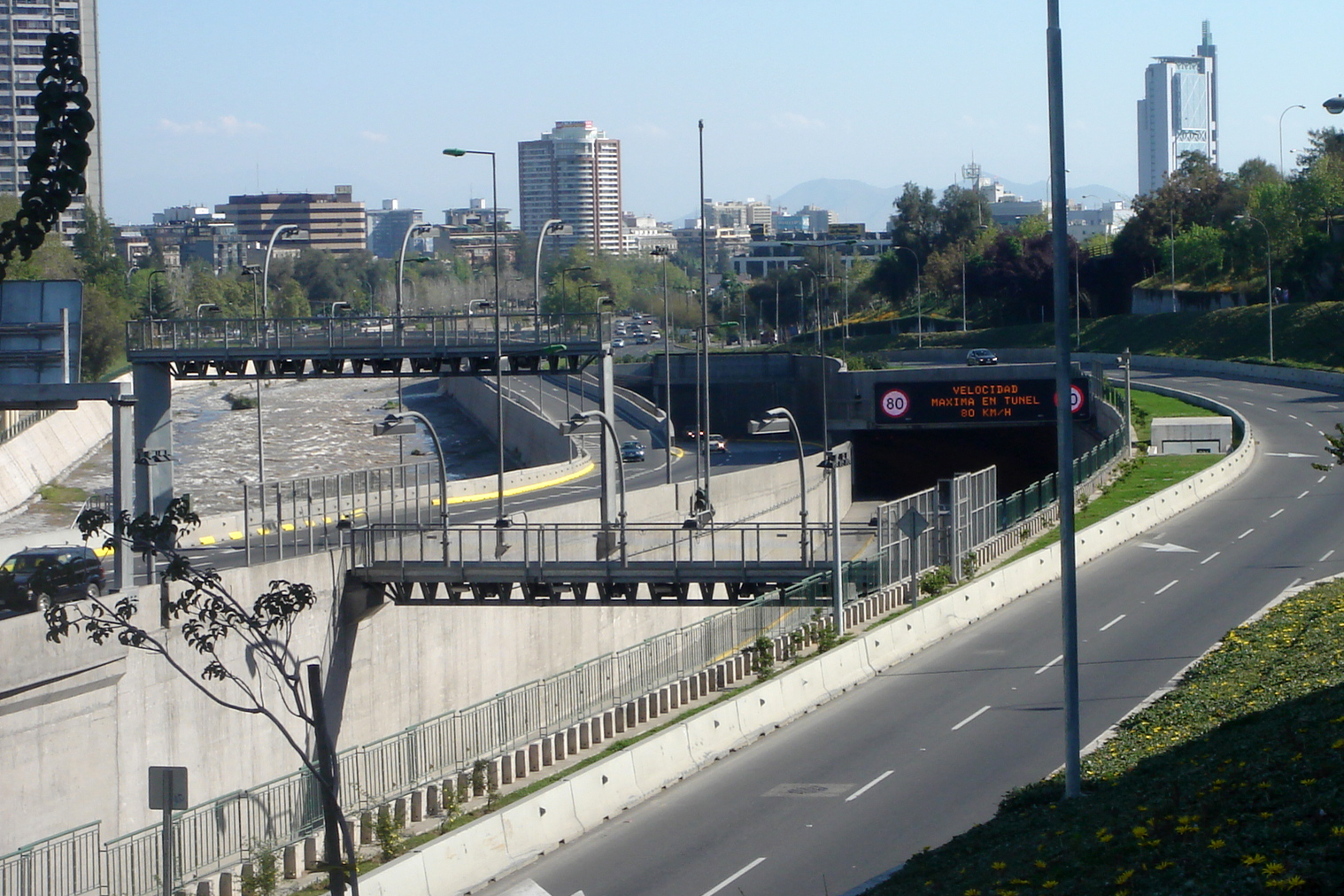
Cobro electrónico de peajes.

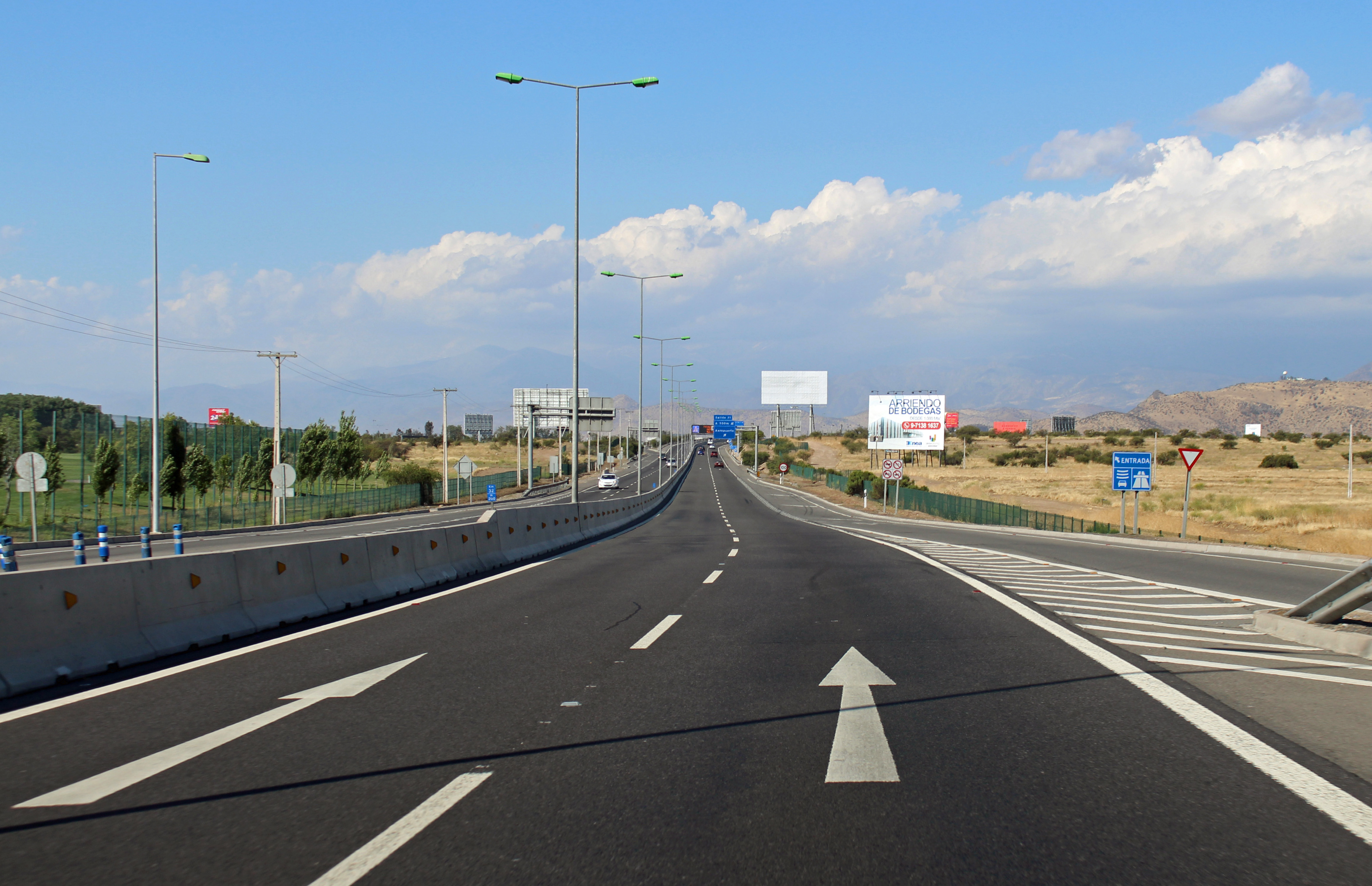
Viajando hacia el este cerca de la salida 33.

La Autopista Costanera Norte, también conocida como Sistema Oriente-Poniente, es una autopista urbana concesionada de Chile, inaugurada en 2005 por el entonces presidente Ricardo Lagos. Se extiende de este a oeste de la capital, conectando el sector alto de Santiago de Chile con el aeropuerto y la ruta 68 que une la ciudad con Valparaíso, Viña del Mar y otras localidades del litoral central. Junto a las autopistas Central, Vespucio Norte Express y Vespucio Sur, compone la red de autopistas urbanas de Santiago de Chile, que totaliza más de 210 kilómetros de extensión.
Es considerada en la actualidad, tanto por su tecnología como por sus prestaciones, una de las autopistas urbanas más modernas del mundo, además de utilizar el sistema de cobro en movimiento free flow a través del dispositivo TAG.[cita requerida]

## Trazado

### Eje Kennedy
Esta avenida de alta velocidad tiene una longitud de 7.4 kilómetros, y se extiende entre avenida Tabancura, en la comuna de Las Condes, hasta el puente Lo Saldes, en la comuna de Vitacura. Las obras más significativas son la construcción en desnivel del enlace Estoril, el recarpeteo de la totalidad de la calzada, el mejoramiento y construcción de 3 hectáreas de áreas verdes y la implementación de un nuevo sistema de iluminación en su trazado.
Inicialmente la autovía norte entre Américo Vespucio y la ex rotonda Pérez Zujovic, no tenía geometría de autopista, ya que las entradas/salidas eran a 90 grados y no había una marcada separación entre las viviendas y la calzada. Posteriormente, en 2017, se inauguró un túnel de 1.166 metros de largo bajo este tramo, que concentra el flujo en sentido oriente, a la vez que las pistas en superficie se dividieron entre pistas expresas y locales, con lo que se eliminaron los accesos directos a la carretera.
Gracias a esta concesión se cumple un largo anhelo de ambas municipalidades, que compartían la meta de tarificar el uso de esta arteria.

### Eje Oriente-Poniente
Es la espina dorsal de la autopista, ya que abarca dos de las principales vías del sector oriente de Santiago —la avenida Santa María y el eje avenida San Josemaría Escrivá de Balaguer -avenida Andrés Bello—, que confluyen en una trinchera cubierta construida junto al lecho del río Mapocho. Tiene una longitud de 35,26 kilómetros.
Corre paralela a su curso por 2,8 kilómetros, sumergiéndose bajo el lecho frente al acceso del barrio Bellavista de la comuna de Providencia. El túnel, de 3,9 kilómetros, atraviesa el centro de la ciudad y emerge a la superficie en Independencia, junto al enlace de la autopista Central.
El trazado continúa recorriendo las comunas del sector norponiente de la ciudad, para finalizar en los enlaces que conectan al aeropuerto y a la ruta CH-68 Santiago - Valparaíso. Pasa por las comunas de Lo Barnechea, Vitacura, Las Condes, Providencia, Recoleta, Santiago, Independencia, Renca, Quinta Normal, Cerro Navia y Pudahuel.
En septiembre del 2014 entró en operaciones un paso subterráneo de una pista que conecta Costanera Norte con la Autopista Central y promete mitigar los problemas de congestión vehicular, que frecuentemente se originan entre las 17:30 y las 20:30 horas. Este túnel, de 660 metros, se construyó entre fines de 2013 y buena parte de 2014, encontrándose su acceso en la calzada norte, cerca de la avenida Fermín Vivaceta, en Independencia.

### Proyectos futuros
Debido al plan regulador y a la congestión de la autopista Vespucio Norte Express, está proyectado ampliar esta vía desde la ruta 68 que llega a Valparaíso hasta la autopista del Sol en el sector de Rinconada de Maipú.
Otro proyecto es la extensión del Eje Costanera desde el nudo La Dehesa hasta Avenida Padre Arteaga.

## Controversias
En abril de 2016, producto de trabajos que se estaban realizando en el eje Oriente-Poniente de la autopista y de un fuerte temporal de lluvias, el lecho del río Mapocho se desvió y el agua terminó entrando a la avenida Andrés Bello y a gran parte del sector comercial de Providencia. Las autoridades responsabilizaron a la concesionaria y a la constructora Sacyr por no haber tomado las medidas pertinentes.
Desde fines de 2019, ha sido habitual que organizadores de eventos clandestinos cierren con vehículos un tramo de Costanera Norte para realizar piruetas y carreras, sin contar con autorización alguna. Por eso el alcalde de Vitacura de la época presentó una querella contra todos quienes resulten responsables por infringir la ley 21.208, obstruyendo la libre circulación de persona o vehículos en la vía pública, en carreras clandestinas realizadas en Costanera Norte.
A fines de 2020, los vecinos del Pueblo de Lo Barnechea manifestaron sus preocupaciones por la falta de mitigaciones de la extensión del Eje Costanera desde el nudo La Dehesa hasta Av. Padre Arteaga y el 7 de noviembre se suspendió la inauguración de este nuevo tramo.

## Enlaces

### Enlaces Eje Kennedy
- Avenida Las Condes
- kilómetro 0.5 Estoril - Av. Las Condes.
- kilómetro 0.8 Las Condes al Poniente Sentido Poniente - Oriente.
- kilómetro 2 Alto Las Condes.
- kilómetro 4 Padre Hurtado - Las Tranqueras Sentido Poniente - Oriente.
- kilómetro 5 Gerónimo de Alderete.
- kilómetro 6 Manquehue.
- kilómetro 7 Parque Arauco Sentido Poniente - Oriente.
- kilómetro 8.5 Vespucio Norte - Alonso de Córdova
- kilómetro 8.6 Vespucio Sur.Sentido Poniente - Oriente.
- kilómetro 10 Rotonda Pérez Zujovic.
- kilómetro 10.9 Los Conquistadores - Túnel San Cristóbal Sentido Oriente - Poniente.
- Continuación Costanera Norte

### Enlaces Oriente-Poniente
- Lo Barnechea
- kilómetro 0.1 Av. La Dehesa - Al Norte - Lo Barnechea - Huinganal Sentido Poniente-Oriente.
- kilómetro 0.2 Av. La Dehesa - Al Sur Sentido Poniente-Oriente.
- kilómetro 0.7 Raúl Labbe - C. Turístico Sentido Poniente-Oriente.
- kilómetro 1 Cantagallo - San Francisco de Asís Sentido Poniente-Oriente.
- kilómetro 2.7 Sta. Teresa.
- kilómetro 2.8 Vitacura - Tabancura.
- kilómetro 5.2 Gran Vía.
- kilómetro 5.4 Lo Curro.
- kilómetro 8 Vespucio  - Sta. María.
- kilómetro 9 Ruta 5 - Chicureo Sentido Poniente-Oriente.
- kilómetro 10 Los Conquistadores - Túnel San Cristóbal Sentido Oriente-Poniente.
- Continuación Costanera Norte

### Enlaces Ruta 68 - Avenida Presidente Kennedy
- Avenida Presidente Kennedy
- kilómetro 12 Bellavista - El Cerro Sentido Oriente - Poniente
- kilómetro 13 La Concepción Sentido Poniente - Oriente. Túnel Bellavista, boca oriente.
- kilómetro 15 Loreto - Purísima Sentido Oriente - Poniente.
- kilómetro 16 Mercado Central - Recoleta
- kilómetro 17 Vivaceta - Ruta 5 Norte Sentido Oriente - Poniente. Túnel Bellavista, boca poniente y acceso al Túnel Vivaceta.
- kilómetro 18 Sta María - Ruta 5 Sur Sentido Poniente - Oriente.
- kilómetro 20 W. Martínez Sentido Oriente - Poniente.
- kilómetro 22 Dorsal.
- kilómetro 24 Carrascal.
- kilómetro 26 Petersen.
- kilómetro 30.1 Vespucio Norte Sentido Oriente - Poniente.
- kilómetro 30.2 Vespucio Sur Sentido Oriente - Poniente.
- kilómetro 31 Aeropuerto.
- kilómetro 32 El Parque.
- kilómetro 33 Los Maitenes.
- kilómetro 34 Viña del Mar - Valparaíso Sentido Oriente - Poniente.
- Ruta 68